# Lista gmin w stanie Sonora

Lokalizacja stanu Sonora na mapie Meksyku

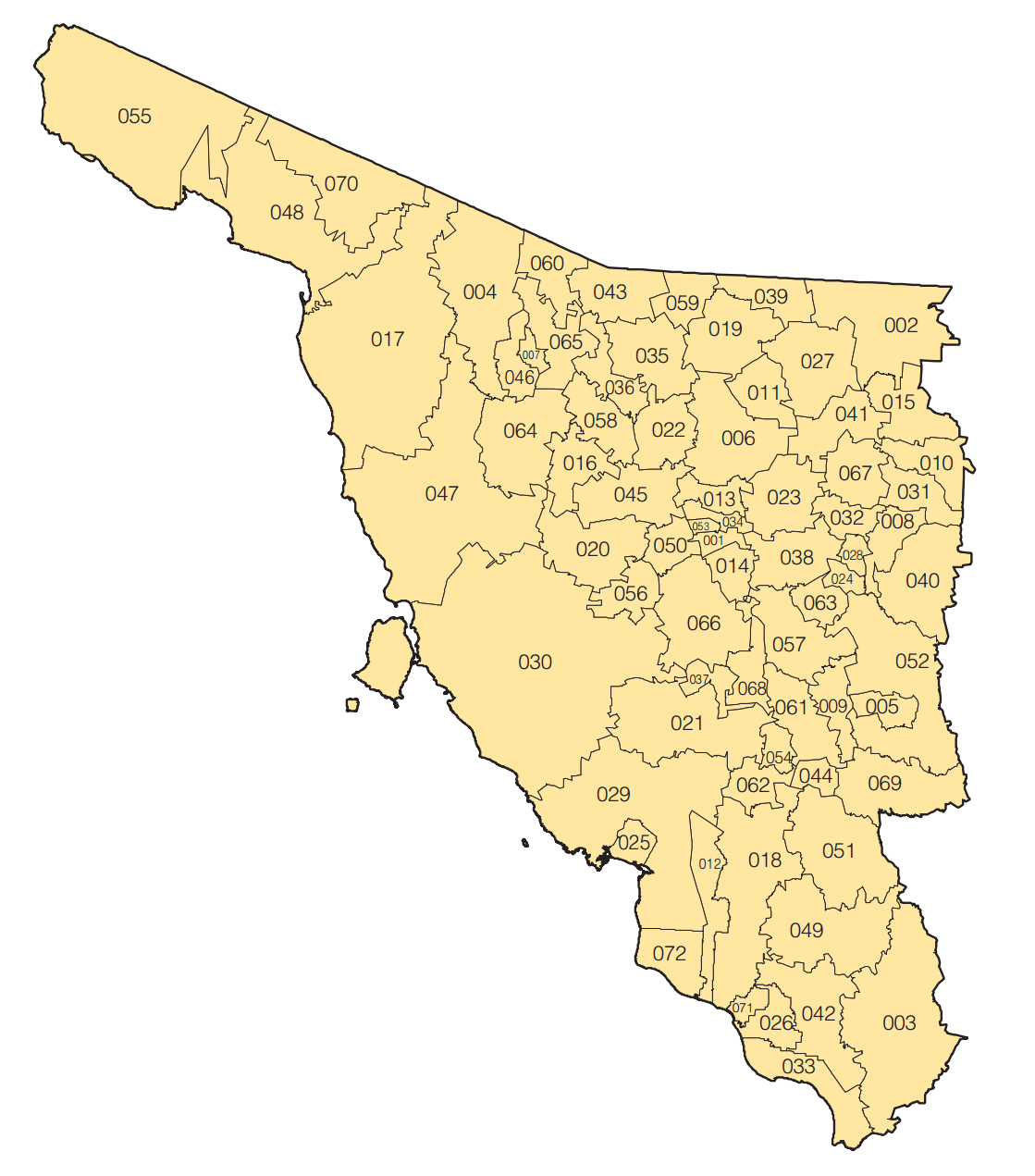
Gminy stanu Sonora oznaczone kodami Meksykańskiego Instytutu Statystycznego

Meksykański stan Sonora składa się z 72 gmin (hiszp. municipios).
| INEGI (kod statystyczny) | Nazwa gminy              | Siedziba władz           | Liczba ludności | Wskaźnik rozwoju społecznego |
| ------------------------ | ------------------------ | ------------------------ | --------------- | ---------------------------- |
| 001                      | Aconchi                  | Aconchi                  | 2452            | 0,771                        |
| 002                      | Agua Prieta              | Agua Prieta              | 70 303          | 0,803                        |
| 003                      | Álamos                   | Álamos                   | 24 493          | 0,714                        |
| 004                      | Altar                    | Altar                    | 8 357           | 0,766                        |
| 005                      | Arivechi                 | Arivechi                 | 1 280           | 0,763                        |
| 006                      | Arizpe                   | Arizpe                   | 2 959           | 0,764                        |
| 007                      | Atil                     | Atil                     | 734             | 0,789                        |
| 008                      | Bacadéhuachi             | Bacadéhuachi             | 1 264           | 0,761                        |
| 009                      | Bacanora                 | Bacanora                 | 767             | 0,754                        |
| 010                      | Bacerac                  | Bacerac                  | 1 346           | 0,756                        |
| 011                      | Bacoachi                 | Bacoachi                 | 1 456           | 0,786                        |
| 012                      | Bácum                    | Bácum                    | 20 892          | 0,745                        |
| 013                      | Banámichi                | Banámichi                | 1 464           | 0,786                        |
| 014                      | Baviácora                | Baviácora                | 3 404           | 0,771                        |
| 015                      | Bavispe                  | Bavispe                  | 1263            | 0,777                        |
| 016                      | Benito Juárez            | Villa Juárez             | 20 447          | 0,756                        |
| 017                      | Benjamín Hill            | Benjamín Hill            | 5 285           | 0,805                        |
| 018                      | Caborca                  | Heroica Caborca          | 70 113          | 0,794                        |
| 019                      | Cajeme                   | Ciudad Obregón           | 375 800         | 0,812                        |
| 020                      | Cananea                  | Cananea                  | 32 157          | 0,824                        |
| 021                      | Carbó                    | Carbó                    | 4 644           | 0,757                        |
| 022                      | Cucurpe                  | Cucurpe                  | 798             | 0,748                        |
| 023                      | Cumpas                   | Cumpas                   | 5 776           | 0,788                        |
| 024                      | Divisaderos              | Divisaderos              | 681             | 0,781                        |
| 025                      | Empalme                  | Empalme                  | 50 663          | 0,790                        |
| 026                      | Etchojoa                 | Etchojoa                 | 55 697          | 0,745                        |
| 027                      | Fronteras                | Fronteras                | 7470            | 0,813                        |
| 028                      | Granados                 | Granados                 | 938             | 0,813                        |
| 029                      | Guaymas                  | Guaymas                  | 134 153         | 0,807                        |
| 030                      | Hermosillo               | Hermosillo               | 701 838         | 0,837                        |
| 031                      | Huachinera               | Huachinera               | 1 223           | 0,762                        |
| 032                      | Huásabas                 | Huásabas                 | 865             | 0,803                        |
| 033                      | Huatabampo               | Huatabampo               | 74 533          | 0,747                        |
| 034                      | Huépac                   | Huépac                   | 1032            | 0,813                        |
| 035                      | Imuris                   | Imuris                   | 10 541          | 0,780                        |
| 036                      | La Colorada              | La Colorada              | 1 754           | 0,767                        |
| 037                      | Magdalena de Kino        | Magdalena de Kino        | 25 500          | 0,816                        |
| 038                      | Mazatán                  | Mazatán                  | 1 363           | 0,803                        |
| 039                      | Moctezuma                | Moctezuma                | 4322            | 0,798                        |
| 040                      | Naco                     | Naco                     | 6 010           | 0,789                        |
| 041                      | Nácori Chico             | Nácori Chico             | 1743            | 0,746                        |
| 042                      | Nacozari de García       | Nacozari de García       | 11 961          | 0,821                        |
| 043                      | Navojoa                  | Navojoa                  | 144 598         | 0,775                        |
| 044                      | Nogales                  | Nogales                  | 193 517         | 0,828                        |
| 045                      | Onavas                   | Onavas                   | 392             | 0,738                        |
| 046                      | Opodepe                  | Opodepe                  | 2 634           | 0,761                        |
| 047                      | Oquitoa                  | Oquitoa                  | 409             | 0,793                        |
| 048                      | Pitiquito                | Pitiquito                | 9 117           | 0,769                        |
| 049                      | Puerto Peñasco           | Puerto Peñasco           | 44 875          | 0,805                        |
| 050                      | Plutarco Elías Calles    | Sonoyta                  | 12 416          | 0,789                        |
| 051                      | Quiriego                 | Quiriego                 | 3049            | 0,680                        |
| 052                      | Rayón                    | Rayón                    | 1 543           | 0,777                        |
| 053                      | Rosario de Tesopaco      | Rosario de Tesopaco      | 5165            | 0,723                        |
| 054                      | Sahuaripa                | Sahuaripa                | 5 792           | 0,750                        |
| 055                      | San Felipe de Jesús      | San Felipe de Jesús      | 312             | 0,796                        |
| 056                      | San Ignacio Río Muerto   | San Ignacio Río Muerto   | 13 244          | 0,741                        |
| 057                      | San Javier               | San Javier               | 242             | 0,763                        |
| 058                      | San Luis Río Colorado    | San Luis Río Colorado    | 157 076         | 0,808                        |
| 059                      | San Miguel de Horcasitas | San Miguel de Horcasitas | 6 036           | 0,691                        |
| 060                      | San Pedro de la Cueva    | San Pedro de la Cueva    | 1 429           | 0,774                        |
| 061                      | Santa Ana                | Santa Ana                | 14 638          | 0,791                        |
| 062                      | Santa Cruz               | Santa Cruz               | 1 786           | 0,783                        |
| 063                      | Sáric                    | Sáric                    | 2 486           | 0,765                        |
| 064                      | Soyopa                   | Soyopa                   | 1209            | 0,759                        |
| 065                      | Suaqui Grande            | Suaqui Grande            | 1 102           | 0,782                        |
| 066                      | Tepache                  | Tepache                  | 1 184           | 0,800                        |
| 067                      | Trincheras               | Trincheras               | 1 670           | 0,762                        |
| 068                      | Tubutama                 | Tubutama                 | 1751            | 0,762                        |
| 069                      | Ures                     | Ures                     | 8 420           | 0,777                        |
| 070                      | Villa Hidalgo            | Villa Hidalgo            | 1 565           | 0,776                        |
| 071                      | Villa Pesqueira          | Villa Pesqueira          | 1 374           | 0,779                        |
| 072                      | Yécora                   | Yécora                   | 6 089           | 0,729                        |